# Cantone di Conques-sur-Orbiel
Il Cantone di Conques-sur-Orbiel era una divisione amministrativa dell'arrondissement di Carcassonne.
A seguito della riforma approvata con decreto del 21 febbraio 2014, che ha avuto attuazione dopo le elezioni dipartimentali del 2015, è stato soppresso.

## Composizione
Comprendeva i comuni di:
- Bagnoles
- Conques-sur-Orbiel
- Limousis
- Malves-en-Minervois
- Sallèles-Cabardès
- Villalier
- Villarzel-Cabardès
- Villegailhenc
- Villegly
- Villemoustaussou